# Lapu-Lapu
Lapu-Lapu, anche noto come Cilapulapu (Mactan, 1491 circa – Mactan, 1542), è stato un re filippino dell'isola di Mactan.

## Storia
È passato alla storia per essere colui che, il 27 aprile 1521, nella battaglia di Mactan sconfisse e uccise Ferdinando Magellano e i suoi uomini che erano sbarcati sulle sponde di Mactan per sottomettere le popolazioni locali al re Carlo V d'Asburgo.
Una diretta e importantissima testimonianza di questo re ci viene attraverso l'opera di Antonio Pigafetta, la Relazione del primo viaggio intorno al mondo, in cui il navigatore vicentino dà una dettagliata descrizione della circumnavigazione di Magellano degli anni fra il 1519 e il 1522 alla quale lui stesso fu presente imbarcato sulla nave dell'esploratore portoghese. Pigafetta fu anche testimone oculare dell'uccisione di Magellano da parte degli abitanti dell'isola di Mactan comandati da Lapu-Lapu, che lo scrittore chiama Cilapulapu.